# كارلوس سوتومايور
كارلوس سوتومايور (بالإسبانية: Carlos Sotomayor)‏ هو رسام تشيلي، ولد في 1911 في لا سيرينا في تشيلي، وتوفي في 1988 في سانتياغو في تشيلي.